# Jack Warner (skådespelare)
Jack Warner OBE, född Horace John Waters 24 oktober 1895 i London, död 24 maj 1981 i samma stad, var en brittisk skådespelare.

## Rollista i urval
- 1947 – Joe och gänget
- 1948 – Här kommer Huggetts
- 1949 – Ungdom på anstalt
- 1949 – Liverpool-Expressen
- 1950 – Blå lyktan
- 1951 – Andarnas natt
- 1955 – Ladykillers
- 1955–1976 – Dixon of Dock Green (TV-serie)
- 1956 – På flykt med kärleken
- 1978 – Skrämd för livet